# Bassus lamelliger
Bassus lamelliger är en stekelart som först beskrevs av Granger 1949.  Bassus lamelliger ingår i släktet Bassus och familjen bracksteklar. Inga underarter finns listade.